# Luis Carlos Ugalde
Luis Carlos Ugalde Ramírez (Ciudad de México, 1966) es académico, consultor y político mexicano que ocupó el cargo de presidente del Instituto Federal Electoral (IFE) entre 2003 y 2007. Actualmente es director general de una empresa de análisis de riesgo político, planeación estratégica, evaluación de programas públicos y diseño de políticas de gobernanza.

## Trayectoria
Es Licenciado en Economía por el Instituto Tecnológico Autónomo de México (ITAM), además de maestro en Administración Pública y doctor en Ciencia Política, por la Universidad de Columbia. Su tesis doctoral, Relaciones entre los poderes Ejecutivo y Legislativo en México, fue publicada en México como Vigilando al ejecutivo: el papel del Congreso en la supervisión del gasto público, 1970-1999, en 2000.
Ha desarrollado una amplia carrera como académico en varias instituciones nacionales de educación superior, entre ellas el ITAM, el Centro de Investigación y Docencia Económicas (CIDE) y el Instituto Tecnológico y de Estudios Superiores de Monterrey. En el extranjero ha sido profesor e investigador en diversas universidades, entre ellas, Harvard, Georgetown y Americana. En el gobierno de México se ha desempeñado como coordinador de asesores de la Secretaría de Energía y de la Embajada de México en Estados Unidos de América, en ambos casos bajo el mando de Jesús Reyes Heroles.

### Consejero Presidente del IFE
El 30 de octubre de 2003, Ugalde fue nombrado por la Cámara de Diputados como presidente del Consejo General del IFE, ante la renovación de todos sus miembros cada siete años según la normativa entonces vigente. El gran reto del nuevo Consejo General, encabezado por Ugalde, sería sacar adelante el proceso electoral para elegir diputados federales, senadores y, especialmente, Presidente de la República en el verano de 2006. 
La jornada del 2 de julio de 2006 se convertiría en la más competida en toda la historia democrática de México, con una diferencia porcentual entre el primero y el segundo lugar de apenas 0.56%. Tal situación desembocó en la impugnación del resultado por parte de Andrés Manuel López Obrador, candidato presidencial de la izquierda integrada en la Coalición Por el Bien de Todos, conformada por el Partido de la Revolución Democrática, el Partido del Trabajo y Convergencia, lanzando fuertes críticas al proceso electoral con base en dos argumentos: acusaciones acerca de un presunto fraude electoral que pasaba por la manipulación cibernética y de documentos como papeletas de votación y actas de registro. La coalición solicitó anular la elección, pues a su juicio las declaraciones del entonces presidente de México, Vicente Fox, en las que su gobierno presuntamente favoreció a su candidato, los anuncios pagados por el Consejo Coordinador Empresarial, organismo cúpula del empresariado mexicano, a favor de mantener la estabilidad macroeconómica que presuntamente favorecía al candidato Felipe Calderón, aspirante del gobernante Partido Acción Nacional, así como una campaña en medios electrónicos que comparaba a López Obrador con el controvertido presidente venezolano Hugo Chávez y alertaba a los electores sobre un supuesto "Peligro para México" si ganaba el exjefe de gobierno del Distrito Federal, fueron factores que causaron inequidad en la contienda electoral. 
Dichos reclamos, antes y después del día de la elección, generarían una intensa discusión pública en torno al papel del IFE frente a la protección de la libertad de expresión y sus límites para los funcionarios públicos, los alcances y la pertinencia ética de prohibir o no las campañas negativas y, fundamentalmente, los muchos vacíos legales que dejaban al Instituto sin herramientas para actuar con mayor rigor y eficacia. 
Una vez que el Tribunal Electoral del Poder Judicial de la Federación calificó la elección y dio el triunfo a Calderón, luego de conceder el recuento del 10% del universo de los votos como muestra estadística para descartar posibles maniobras fraudulentas. Los mismos magistrados reconocerían en su sentencia que distintas actitudes, pero particularmente la de Fox, enturbiaron innecesariamente el clima de la contienda, aunque no encontraron en ello violaciones legales —argumento sostenido permanentemente por Ugalde— para explicar las limitaciones a que el Instituto Federal Electoral se vio sometido, pudiendo lanzar sólo pálidos llamados a evitar las confrontaciones.
Para 2007, como parte de la Ley para la Reforma del Estado, en el muy debatido capítulo electoral se aprobó que Luis Carlos Ugalde y cinco consejeros más fuesen destituidos anticipadamente al modificarse el régimen de nombramientos del Consejo General del Instituto, que a partir de entonces sería escalonado, causando reacciones encontradas entre quienes calificaban esta determinación como una vulneración a su independencia e, incluso, un ajuste de cuentas, y los que la catalogaban como medida indispensable para la recuperación de la certidumbre de la autoridad electoral. En la complicada búsqueda de consensos para que no se repitiera la falta de apoyo de la izquierda vivida en las designaciones de finales de 2003, el 13 de diciembre de 2007 la Cámara de Diputados rebasó el plazo por esta misma fijado para nombrar al nuevo presidente del Consejo General y a dos consejeros más en la primera etapa de renovación, el día siguiente a modo de protesta.

### Actividad posterior
Luego de dejar el cargo como Consejero Presidente, Luis Carlos Ugalde fue profesor visitante de Estudios Latinoamericanos en la Universidad de Harvard, tiempo que dedicó también a escribir el libro Así lo viví, en el cual relata su versión de las complejas elecciones de 2006, señalando las diversas presiones que recibió de distintos actores políticos y el daño provocado a la solidez e independencia de la institución ciudadana que presidió por cuatro años por parte del expresidente Fox, del frente lopezobradorista y de Manlio Fabio Beltrones, entonces coordinador de la campaña presidencial de Roberto Madrazo, candidato de la Alianza por México (pactada entre el Partido Revolucionario Institucional y el Partido Verde Ecologista de México) a quien se identifica como uno de los principales promotores de la renovación adelantada de la mayoría de los consejeros del IFE y de las citadas modificaciones legislativas en materia electoral.
Además de presidir Integralia Consultores, Ugalde es conferencista, columnista del periódico El Financiero y conductor del programa Periférico 1313, un programa de análisis político en TV Azteca. En 2012 publicó el libro Por una democracia eficaz, en el que reflexiona acerca del pobre desempeño de la democracia mexicana y da recomendaciones para atacar la corrupción y el clientelismo. 
| Predecesor: José Woldenberg | Consejero presidente del IFE 2003 - 2007 | Sucesor: Andrés Albo Márquez |